# Mina canta o Brasil
Mina canta o Brasil è il diciottesimo album della cantante italiana Mina, pubblicato nel 1970 dalla PDU.

## Descrizione
Altro album della discografia ufficiale in cui Mina canta esclusivamente brani nella lingua straniera originale, il precedente Mina for You conteneva solo canzoni in inglese. Questo LP in portoghese, è invece dedicato alla musica popolare brasiliana.
Compreso il brano Com açúcar, com afeto, già inserito nel precedente ...bugiardo più che mai... più incosciente che mai... del 1969 e presente qui in versione differente, tutte le tracce del disco sono inedite e per la maggior parte già incise da Mina con testo in italiano.
L'album, con identica copertina e gli stessi brani, è stato rimasterizzato con tecniche digitali su CD nel 2001 (PDU 5367742, EMI 243 5 36574 2).
Nel 1976 viene pubblicato in Spagna (anche su musicassetta) con titolo Mina canta Brasil (Odeon LP J 062-97632, MC J 244-97632) e colore di fondo della copertina seppia anziché verde.
Arrangiamenti, adattamenti, orchestra e direzione d'orchestra di Augusto Martelli che si firma con lo pseudonimo Bob Mitchell.

### Riepilogo delle versioni
| Titolo originale           | Interprete                                         | cover di Mina in italiano |
| -------------------------- | -------------------------------------------------- | --- |
| Canto de Ossanha           | Quarteto Bossamba (1965), Elis Regina (1966)       | Chi dice non da, 1968 (solo dal vivo) |
| Com açucar, com afeto      | Chico Buarque de Hollanda (1967), Nara Leão (1967) | --- |
| Upa neguinho               | Edu Lobo (1966)                                    | Allegria, 1968 (anche dal vivo) |
| Todas as mulheres do mundo | Erasmo Carlos (1968)                               | --- |
| Que maravilha              | Jorge Ben Jor e Toquinho (1969)                    | Che meraviglia, 1970 |
| A banda                    | Nara Leão (1967), Chico Buarque (1967)             | La banda, 1967 |
| Canção latina              | Brazilian Octopus (1969)                           | --- |
| Tem mais samba             | Chico Buarque (1966)                               | C'è più samba, 1968 (solo dal vivo) |
| Sentado à beira do caminho | Roberto Carlos (1969)                              | Mai cantata da Mina in italiano, è famosissima col titolo L'appuntamento (testo di Bruno Lauzi) nell'interpretazione di Ornella Vanoni del 1970. |
| A praça                    | Nara Leão (1967)                                   | Dai dai domani, 1969 |
| Nem vem que não tem        | Wilson Simonal (1967)                              | Sacumdì sacumdà, 1968 |

## Tracce
Edizioni musicali BIEM, eccetto ove indicato.
Lato A
1. Canto de Ossanha – 2:39 (testo: Vinícius de Moraes – musica: Baden Powell)
2. Com açucar, com afeto – 4:20 (Chico Buarque de Hollanda; edizioni musicali Astra)
3. Upa neguinho – 2:07 (Edu Lobo)
4. Todas as mulheres do mundo – 2:57 (Erasmo Carlos)
5. Que maravilha – 2:31 (Jorge Ben Jor, Toquinho)
6. A banda – 2:30 (Chico Buarque; edizioni musicali Cicogna)

Lato B
1. Canção latina – 3:00 (Olmir Stocker, Vitor Martins)
2. Tem mais samba – 3:27 (Chico Buarque)
3. Sentado à beira do caminho – 5:58 (Roberto Carlos, Erasmo Carlos)
4. A praça – 3:00 (Carlos Imperial)
5. Nem vem que não tem – 2:34 (Carlos Imperial)

## Classifiche
| Classifica (1970) | Posizione massima |
| ----------------- | ----------------- |
| Italia            | 26                |